# 満天の瞳
「満天の瞳」（まんてんのほし）は、氷川きよしの25枚目のシングル。2013年8月28日にコロムビアミュージックエンタテインメント（現・日本コロムビア）から発売された。
氷川は本楽曲で第45回日本有線大賞にノミネートされ、8回目の大賞を受賞した。

## 収録曲

### Aタイプ
出典→
1. 満天の瞳(ほし)　[4:43]
  - 作詩 : 村山由佳／作曲 : 大谷明裕／編曲 : 伊戸のりお
2. 一陣の風　[4:47]
  - 作詩：下地亜記子／作曲 : 宮下健治／編曲 : 伊戸のりお
3. 満天の瞳(ほし) (オリジナル・カラオケ)　[4:43]
4. 一陣の風 (オリジナル・カラオケ)　[4:47]
5. 満天の瞳(ほし) (半音下げオリジナル・カラオケ)　[4:43]
6. 満天の瞳(ほし)(半音下げオリジナル・カラオケ ガイドメロ入り)　[4:43]
7. 一陣の風 (半音下げオリジナル・カラオケ)　[4:48]
8. 満天の瞳(ほし)(1コーラスオリジナル・カラオケ)　[2:29]
9. 満天の瞳(ほし)(半音下げ1コーラスオリジナル・カラオケ)　[2:26]

### Bタイプ
出典→
1. 満天の瞳(ほし)　[4:43]
  - 作詩 : 村山由佳／作曲 : 大谷明裕／編曲 : 伊戸のりお
2. 雨降り坂道　[4:23]
  - 作詩：仁井谷俊也／作曲 : 宮下健治／編曲 : 伊戸のりお
3. 満天の瞳(ほし) (オリジナル・カラオケ)　[4:43]
4. 雨降り坂道 (オリジナル・カラオケ)　[4:23]
5. 満天の瞳(ほし) (半音下げオリジナル・カラオケ)　[4:43]
6. 満天の瞳(ほし)(半音下げオリジナル・カラオケ ガイドメロ入り)　[4:43]
7. 雨降り坂道 (半音下げオリジナル・カラオケ)　[4:23]
8. 満天の瞳(ほし)(1コーラスオリジナル・カラオケ)　[2:29]
9. 満天の瞳(ほし)(半音下げ1コーラスオリジナル・カラオケ)　[2:26]